# Lucien Victor
Lucien Honoré Victor (28 de junho de 1931 — 17 de setembro de 1995) foi um ciclista belga. Competiu como representante de seu país nos Jogos Olímpicos de Verão de 1952, onde foi o vencedor e recebeu a medalha de ouro no contrarrelógio por equipes, ao lado de André Noyelle e Robert Grondelaers. Na prova de estrada individual, terminou em quarto lugar. Foi ciclista profissional de 1953 a 1956.